# Communauté de communes des Vallons du Bouchot et du Rupt
Die Communauté de communes des Vallons du Bouchot et du Rupt ist ein ehemaliger kommunaler Zusammenschluss (Communauté de communes) von fünf Gemeinden im Département Vosges in Lothringen. Der Name lautet übersetzt etwa enge Täler des Bouchot und des Rupt und geht auf die geografische Lage an den beiden parallel verlaufenden, tief einschneidenden Bergflüssen ein, die in Vagney in den Mosel-Nebenfluss Moselotte münden.
Der Kommunalverband hatte 6.467 Einwohner (2006) auf 86,71 km², was einer Bevölkerungsdichte von 75 Einwohnern/km² entsprach.
Sitz und mit Abstand größte Gemeinde des Verbandes war Vagney. Präsidentin des Kommunalverbandes war zuletzt Évelyne Bernard, die auch als Bürgermeister von Vagney amtierte.
Der Kommunalverband wurde am 14. Dezember 2004 per Erlass des Präfekten gegründet, um die materiellen Ressourcen der Gemeinden zu bündeln und die wirtschaftliche Entwicklung zu koordinieren.
Mit Wirkung vom 1. Januar 2014 fusionierte der Gemeindeverband mit der Communauté de communes de la Vallée de la Cleurie und bildete damit die neue Communauté de communes Terre de Granite.

## Ehemalige Mitgliedsgemeinden
- Basse-sur-le-Rupt
- Gerbamont
- Rochesson
- Sapois
- Vagney